# 苗栗客運苗栗站
苗栗客運苗栗站，是苗栗客運設於苗栗縣苗栗市大同路69號的實體車站，車站位於苗栗市南苗地區，設有服務人員、售票櫃檯、月票發售、公路客運運輸、車輛出租（遊覽車、交通車、專車出租，由苗栗客運子公司山城交通公司經營）、臺灣通智慧卡販售儲值服務（臺灣通普通卡、學生卡、通勤卡、苗栗縣敬老愛心卡等電子票證服務）、月台、公共廁所、跨縣市客運業務、液晶電視服務，服務非常方便。苗栗客運苗栗站車輛設有多卡通裝置，可使用「悠遊卡」、「一卡通」、「臺灣通」、「遠通電收E通卡」等電子票證。苗栗客運目前尚無苗栗市區國道客運和中小型巴士。

## 車站構造
苗栗客運苗栗站建築採用鐵皮屋方式建造。

## 行駛路線
往後龍彎瓦、大甲、西湖三湖、銅鑼、國立聯合大學，上車位置位於苗栗客運苗栗站大同路岸式月台：
- 5814：苗栗火車站－苗栗站（本站）－國立聯合大學－銅鑼－通霄－苑裡－大甲
- 5815：苗栗火車站－苗栗站（本站）－國立聯合大學－五湖－三湖－彎瓦

往北苗、仁德醫護管理專校、外埔、新竹、育達科技大學，上車位置位於苗栗客運苗栗站岸式月台：
- 5816：苗栗站（本站）－田寮－仁德醫護管理專校－外埔
- 5801：苗栗站（本站）－頭屋－明德－大坪－頭份－頂大埔－新竹（部份班次頭份止）
- 5803：苗栗站（本站）－造橋－頭份－竹南－新竹
- 苗栗－頭屋－外埔
- 苗栗－育達科技大學

## 車站週邊
- 苗栗市南苗市區
- 麥當勞苗栗市光復路24小時餐廳
- 寶雅生活館苗栗南苗中正店
- 苗栗國興戲院：苗栗市電影院。
- 肯德基苗栗市中正餐廳
- 85度C苗栗中正店
- 苗栗市立圖書館總館
- 國立聯合大學
- 中華郵政苗栗南苗郵局
- 臺13線
- 貓裏山公園
- 功維敘隧道
- 苗栗縣立明仁國民中學
- 國立苗栗高中
- 國立苗栗高商
- 苗栗縣立苗栗國民中學
- 苗栗市大同國小
- 弘大醫院
- 苗栗市大千醫院
- 苗栗縣政府消防局第一大隊
- 苗栗縣政府消防局第一大隊苗栗分隊

## 外部連結
- 苗栗客運 （页面存档备份，存于） （繁體中文）